# Кфар-Рут
Кфар-Рут (ивр. כפר רות‎) — мошав, расположенный в центральной части Израиля, к западу от Зелёной линии возле города Модиин. Административно относится к региональному совету Хевель-Модиин. 

## История
Мошав был создан в 1977 году и получил название в честь древней деревни «Кфар-Рута», которая обозначена на «Карте из Мадабы» в районе постройки мошава. 

## Население
По данным Центрального статистического бюро Израиля, население на начало 2020 года составляло 264 человека.